# Eurypon clavatum
Eurypon clavatum är en svampdjursart som först beskrevs av James Scott Bowerbank 1866.  Eurypon clavatum ingår i släktet Eurypon och familjen Raspailiidae. Inga underarter finns listade i Catalogue of Life.